# Anillo interior de Santiago
El anillo interior de Santiago es una circunvalación originalmente propuesta en 1958
para optimizar la conexión vial del Gran Santiago, creando un anillo interior a la Avenida Circunvalación Américo Vespucio. No obstante, sería hasta 2002 que este proyecto vuelve a ser considerado por las autoridades a través del Plan Anillo Interior desarrollado por el Ministerio de Vivienda y Urbanismo, buscando "recuperar barrios históricos y patrimoniales de la capital y revitalizar su área central".
Pasa por catorce comunas: Conchalí, Independencia, Recoleta, Providencia, Ñuñoa, Macul, San Joaquín, San Miguel, Pedro Aguirre Cerda, Cerrillos, Estación Central, Lo Prado, Quinta Normal y Renca.

## Plan Anillo Interior
A fines del 2001, se le encomendó al Directorio Ejecutivo de Obras Bicentenario (DEOB) el desarrollo de un plan para la reconversión urbana del Anillo Interior de Santiago. Desde ese momento, se da inicio a una serie de acciones como la incorporación a esta iniciativa de la Empresa de los Ferrocarriles del Estado (EFE), a través de su filial INVIA, la cual es dueña de la faja ferroviaria que articula al anillo y de grandes terrenos en torno a ella. Además, comienzan a ser recopilados los antecedentes y estudios realizados sobre ese territorio. Según Silva, "entre ellos destacaban la visión histórica desarrollada por Miguel Laborde, la presentación integral preparada por Hans Muhr, los trabajos de los arquitectos Víctor Gubbins, Jaime Valenzuela, Francisco Vergara y Gustavo Munizaga, y la tesis de título de los arquitectos Roberto Moris y Marcelo Reyes".
Entre 2002 y 2003 se desarrolló en conjunto con los municipios involucrados y actores del sector público, privado y académico, el Plan Estratégico del Anillo Interior dirigido a mejorar las condiciones urbanas y ambientales de 250 hectáreas de terrenos deteriorados y subutilizados del pericentro de la ciudad, que estaban relacionadas con el antiguo Ferrocarril de Cintura de Santiago. En líneas generales, se trataba de reconocer y valorizar elementos existentes en este sector, a través de cinco temas: anillo verde, anillo conectado, anillo cultural, anillo diverso, y anillo renovación urbana.
| Sección                 | Longitud | Año de inauguración |
| ----------------------- | -------- | ------------------- |
| Alameda - Santa Ana     | 1,5 km   | 1857                |
| Yungay - Alameda        | 3,3 km   | 1863                |
| Yungay - Mapocho        | 2,9 km   | 1888                |
| San Diego - Providencia | 5,7 km   | 1903                |

Según el INVI, los objetivos del Anillo Interior de Santiago serían:

Recuperar barrios históricos y patrimoniales de la capital, revitalizar su área central, generar una alternativa al crecimiento en la periferia y la presión sobre suelos agrícolas, evitar la segregación social, disminuir los tiempos de viaje y la contaminación ambiental, permitiendo así transformar Santiago en una ciudad más eficiente e integral.

## Corredor Transantiago
En el contexto de asegurar viabilidad al sistema de transporte público santiaguino, Transantiago, el Anillo Interior vial comenzó a materializarse a través del diseño y construcción de nuevos corredores exclusivos para los buses del Transantiago complementarios a las nuevas avenidas de alto estándar con normas internacionales.

### Avance de Obras
Con el fin de habilitar esta obra vial en el año 2005 se comenzaron a realizar las primeras de obras de avance.
Conexión Las Rejas - Suiza: para solucionar la conexión de las avenidas Suiza y las Rejas se construyó un viaducto entre las calles Mailef y Buzeta, que pasa sobre el ex-vertedero Errázuriz, el Zanjón de la Aguada, la línea férrea a San Antonio y la Autopista del Sol, que permitió reducir considerablemente el tiempo de viaje entre la Alameda Libertador Bernardo O'Higgins y avenida Suiza.
Corredor Vial Las Rejas: fue construido en Estación Central junto a la conexión Las Rejas - Suiza. Para lograr una mayor eficiencia se crearon corredores exclusivos para buses.
Corredor Dorsal: en la comuna de Renca, se construyó el corredor vial Dorsal en cuatro vías por sentido entre Autopista Central y la Costanera Norte.
Para 2011, ya se habían totalizado 11 kilómetros adaptados de un total de 50. El plan maestro del Ministerio de Transportes y Telecomunicaciones era sumar 22 kilómetros al año 2015, completando el 66% del Anillo Interior de Santiago, según consignaron diarios de la época: 8,9 kilómetros de la Av. Departamental Poniente (entre Pedro Aguirre Cerda y Vicuña Mackenna); 4,7 kilómetros de Departamental Oriente (entre Vicuña Mackenna y Tobalaba) y 5,8 kilómetros de Las Rejas Norte (entre Mapocho y la Alameda).

## Avenidas que lo conforman

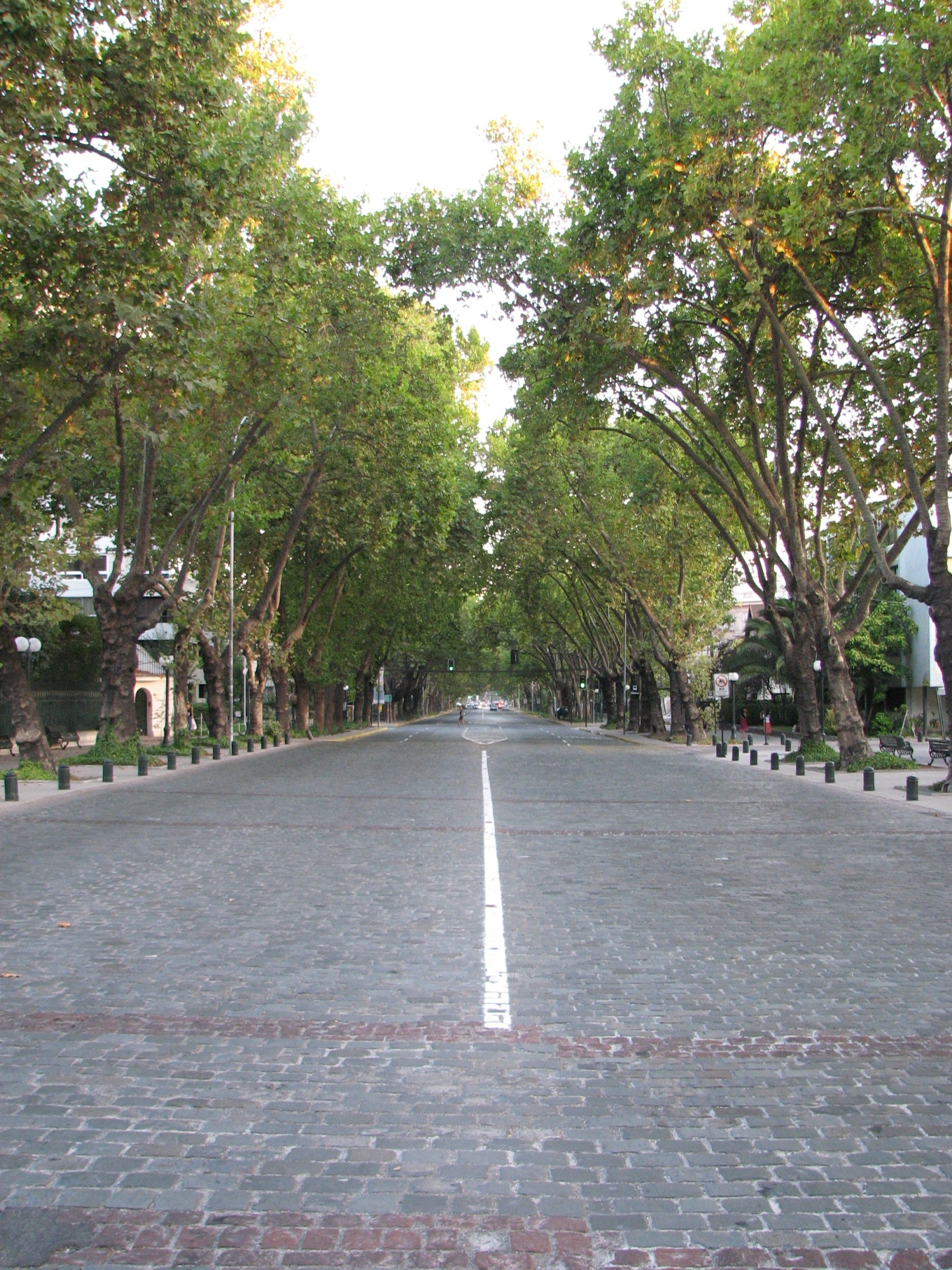
Avenida Pedro de Valdivia.

Según el sentido de las agujas del reloj, las avenidas que conforman este Anillo son:
| Avenida                         | Comunas                                                         |
| ------------------------------- | --------------------------------------------------------------- |
| Calle 14 de La Fama/Calle Roma  | Conchalí e Independencia                                        |
| Avenida Dorsal                  | Conchalí y Recoleta                                             |
| Avenida Pedro Donoso            | Recoleta                                                        |
| Calle Reina de Chile            | Recoleta                                                        |
| Abate Molina                    | Providencia                                                     |
| Avenida Pedro de Valdivia Norte | Providencia                                                     |
| Avenida Pedro de Valdivia       | Providencia, Ñuñoa y Macul                                      |
| Avenida Marathon                | Macul                                                           |
| Avenida Departamental           | Macul, San Joaquín, San Miguel, Pedro Aguirre Cerda y Cerrillos |
| Avenida Suiza                   | Estación Central                                                |
| Avenida Las Rejas Sur           | Estación Central                                                |
| María Rozas Velásquez           | Estación Central, Lo Prado y Quinta Normal                      |
| Avenida Sergio Valdovinos       | Quinta Normal                                                   |
| Avenida Jujuy                   | Quinta Normal                                                   |
| Avenida Lo Espinoza             | Quinta Normal                                                   |
| Avenida Dorsal                  | Renca                                                           |